# Денис Давидов
 Тази статия е за руският генерал и поет.  За футболиста вижте Денис Давидов (футболист, р. 1995).  
Денис Давидов (на руски: Дени́с Васи́льевич Давы́дов) е руски поет, генерал-лейтенант, идеолог и партизански командир по време на Отечествената война от 1812 г.
Представител е на старинния руски дворянски род "Давидови". Военната му кариера започва през 1801 година и още през 1807 г. участва в боевете с французите. Особена популярност придобива след участието си в Отечествената война срещу Наполеон Бонапарт през 1812 г.
Литературното му наследство се състои в стихотворения и няколко прозаични статии. Той пише "Есе за теорията на партизанската борба (1821 г.) и Някои събития от живота на Денис Василиевич Давидов", които представляват военни спомени и са използвани по-късно от Лев Толстой за написването на Война и мир. Освен оригинални произведения, Давидов също така превежда и някои френски автори.
Денис Давидов сключва брак през 1819 г. със София Чиркова, дъщеря на генерал Николай Чирков. Те имат 9 деца. През 1831 г. се влюбва в Евгения Золотарьова, която е с 27 години по-млада от него. Въпреки че обича семейството си, той е неспособен да устои на изкушението и връзката между двамата продължава 3 години, до нейната женитба, след което Денис се завръща при семейството си. Умира през 1839 г. от инсулт. Жена му го надживява с повече от 40 години.